# Winona (Texas)
Winona é uma cidade  localizada no estado norte-americano do Texas, no Condado de Smith.

## Demografia
Segundo o censo norte-americano de 2000, a sua população era de 582 habitantes.
Em 2006, foi estimada uma população de 611, um aumento de 29 (5.0%).

## Geografia
De acordo com o United States Census Bureau tem uma área de
4,0 km², dos quais 4,0 km² cobertos por terra e 0,0 km² cobertos por água. Winona localiza-se a aproximadamente 101 m acima do nível do mar.

## Localidades na vizinhança
O diagrama seguinte representa as localidades num raio de 24 km ao redor de Winona.